# Houssen
Houssen je občina v departmaju Haut-Rhin francoske regije Alzacija.
Leta 1990 je v občini živelo 1 348 oseb oz. 201 oseb/km².